# Rota 16 (Paraguai)
A Rota Nacional PY16 é uma estrada que liga Fortín Mayor Ávalos Sánchez com Hito VII (fronteira com Bolívia). Possui uma extensão de 497 km. 

## Municípios atravessados pela rodovia
Os municípios mais populares por onde passa de sul a norte são:
| Quilômetro | Município                   | Departamento     | Interseção |
| ---------- | --------------------------- | ---------------- | ---------- |
| 0          | Fortín Mayor Ávalos Sánchez | Presidente Hayes | PY05       |
| 110        | Neuland                     | Boquerón         |            |
| 146        | Filadelfia                  | Boquerón         | PY09       |
| 179        | Fortín Teniente Montanía    | Alto Paraguai    | PY15       |
| 345        | Fortín Madrejón             | Alto Paraguai    |            |
| 420        | Fortín Agua dulce           | Alto Paraguai    | PY14       |
| 497        | Hito VII                    | Alto Paraguai    |            |

## Extensão
| Departamento     | Km  |  |  |
|                  |     |  |  |
| Presidente Hayes | 2   |  |  |
| Boquerón         | 182 |  |  |
| Alto Paraguai    | 313 |  |  |
|                  |     |  |  |
| Total            | 497 |  |  |